# Phạm Văn Bảng
Phạm Văn Bảng là một tướng lĩnh của lực lượng Công an nhân dân Việt Nam với quân hàm Thiếu tướng. Ông hiện giữ chức vụ Phó Tư lệnh Bộ Tư lệnh Cảnh sát Cơ động (Việt Nam).

## Tiểu sử
Tháng 11 năm 2015, Phạm Văn Bảng là Đại tá, Cục trưởng Cục Chính trị, Bộ Tư lệnh Cảnh sát Cơ động (Việt Nam).
Từ tháng 10 năm 2017 đến tháng 8 năm 2018, Phạm Văn Bảng là Đại tá, Phó Tư lệnh Bộ Tư lệnh Cảnh sát Cơ động Việt Nam.
Tháng 1 năm 2019, Phạm Văn Bảng là Thiếu tướng Công an nhân dân Việt Nam, Phó Tư lệnh Bộ Tư lệnh Cảnh sát Cơ động Việt Nam.
Phạm Văn Bảng là đảng viên Đảng Cộng sản Việt Nam.
Tháng 7 năm 2019, Phạm Văn Bảng là Phó Bí thư Đảng ủy, Phó Tư lệnh Bộ Tư lệnh Cảnh sát Cơ động.

## Lịch sử thụ phong quân hàm
| Năm thụ phong | –      | 2019        |
| ------------- | ------ | ----------- |
| Quân hàm      |        |             |
| Cấp bậc       | Đại tá | Thiếu tướng |